# Strepsicrates rhothia
Strepsicrates rhothia là một loài côn trùng trong họ Tortricidae. Loài này được Meyrick miêu tả khoa học đầu tiên.
Đây là loài gây hại của cây Mangifera indica, phát triển phổ biến ở Ghana.